# Katalán kiejtés

A katalán kiejtés a latin nyelv helyi jellegzetességeket is magán viselő kiejtéséből alakult ki évszázadok alatt. Több nyelvjárása létezik, melyet az alábbi táblázat mutat be:
| Blokk      | Nyugati katalán Bloc Occidental                                                                 | Nyugati katalán Bloc Occidental                                             | Keleti katalán Bloc Oriental                                                       | Keleti katalán Bloc Oriental  | Keleti katalán Bloc Oriental     | Keleti katalán Bloc Oriental |
| Nyelvjárás | Északnyugati Nord-Occidental                                                                    | Valenciai Valencià                                                          | Központi Central                                                                   | Baleári vagy Szigeti Baleàric | Északi Septentrional/Rossellonés | Algherói Alguerès            |
| Terület    | Spanyolország, Andorra                                                                          | Spanyolország                                                               | Spanyolország                                                                      | Spanyolország                 | Franciaország                    | Olaszország                  |
| Terület    | Andorra, Lleida tartomány, Tarragona tartomány nyugati része, La Franja (Aragónia keleti széle) | Valencia autonóm közösség, El Carxe (kis terület Murcia északkeleti részén) | Barcelona tartomány, Tarragona tartomány keleti része, Girona tartomány nagy része | Baleár-szigetek               | Roussillon/Észak-Katalónia       | Alghero városa Szardínián    |

Ezen főbb nyelvjárásokon belül számos alnyelvjárás található, ezek azonban csak apró kiejtésbeli, szóhasználati és esetlegesen kisebb nyelvtani eltérésekben különböznek egymástól.

## Az ábécé
Az ábécé a latin ábécé mind a 26 betűjét használja: A, B, C, D, E, F, G, H, I, J, K, L, M, N, O, P, Q, R, S, T, U, V, W, X, Y, Z.
A katalán írás használja még a következő mellékjeles betűket is: à, é, è, í, ó, ò, ú; ï, ü; ç, valamint betűkapcsolatokat is: gu, gü, ig, ix, ll, l·l, ny, qu, qü, ss, tg, tj, tx, tz, azonban ezek egyike sem számít külön betűnek az ábécébe sorolásnál.

## A hangsúly
A hangsúly a katalánban általában az utolsó három szótag valamelyikére esik. A konkrét szabály a következő:
- egy szótagú szavak általában hangsúlyosak, kivéve a következőket: a, amb, de, el, en, es, et, hi, i, la, li, per, que, un, us.
- a hangsúly a szó utolsó szótagára esik, ha a szó kettőshangzóra, kettőshangzó+s-re, s kivételével mássalhangzóra, mássalhangzó-kapcsolatra vagy a, o, u+n-re végződik: dinou, espais, cansat, despatx, algun;
- a hangsúly az utolsó előtti szótagra esik, ha a szó magánhangzóra, de nem kettőshangzóra, magánhangzó+s-re illetve e, i+n-re végződik: costa, divendres, examen, passin;
- minden más esetben a hangsúlyt ékezet jelöli (nagybetűkön is!), mégpedig:
  - éles ékezet a zárt [e]-n, [o]-n és az i-n és u-n: procés, rodó, difícil, públic;
  - tompa ékezet a nyílt [ɛ]-n, [ɔ]-n és az a-n: cafè, memòria, màquina.

Gyakori, hogy ha egy magánhangzóra végződő szót egy magánhangzóval kezdődő szó követ, ezt a két magánhangzót összevonják egy hanggá. Ilyenkor a hangsúlyos hang mindig megmarad, ebbe olvad a másik hang. Két hangsúlytalan hang összevonása esetén általában az [i] és az [u] hangok maradnak meg: anar a → [əˈna], sense ou → [ˈsenˌsɔw], que es → [kəs].

## A magánhangzók
A katalán irodalmi nyelvben a következő magánhangzók találhatók:
|             | Elöl képzett | Középen képzett | Hátul képzett |
| ----------- | ------------ | --------------- | ------------- |
| Zárt        | [i] ([y])    |                 | [u]           |
| Félig zárt  | [e]          | ([ə])           | [o]           |
| Félig nyílt | [ɛ]          | ([ə])           | [ɔ]           |
| Nyílt       | [a]          | [a]             | [a]           |

A standard katalán magánhangzók

Valenciai magánhangzók rendszere

A nyugati nyelvjárásokban általában a középen képzett [ə] hang nem található meg – így a valenciai standardban sem.
Hangsúlyos szótagban mindkét nyelvjárásban hét hang lehetséges, ezek: [a], [ɛ], [e], [i], [ɔ], [o], [u]. Hangsúlytalan helyzetben a nyugati nyelvjárásban a kétféle e és o hang egy-egy zárt [e]-ben, illetve [o]-ban egyesül, így öt hang lehetséges ilyen szótagban: [a], [e], [i], [o], [u]. A keleti nyelvjárásban hangsúlytalan helyzetben az a és az e hangok egy középen képzett [ə] hangban, az o hangok és az u pedig az [u] hangban egyesülnek, míg az i változatlan marad, így háromféle hang lehetséges: [ə], [i], [u].
Mivel a katalán írás nem fonetikus, a fenti hangokat a következő betűkkel írja le:
| Betű(k) | Betű(k)                                                          | Betű(k)                                                          | Kat. hang | Val. hang | Példák                    | Katalónia kiejtés                   | Valenciai kiejtés                    |
| ------- | ---------------------------------------------------------------- | ---------------------------------------------------------------- | --------- | --------- | ------------------------- | ----------------------------------- | ------------------------------------ |
| a       | hangsúlyosan                                                     | hangsúlyosan                                                     | [a]       | [a]       | despatx, pare             | [dəsˈpat͡ʃ], [ˈparə]                 | [desˈpat͡ʃ], [ˈpare]                  |
| a       | hangsúlytalanul                                                  | hangsúlytalanul                                                  | [ə]       | [a]       | porta, patata             | [ˈpɔrtə], [pəˈtatə]                 | [ˈpɔrta], [paˈtata]                  |
| à       | mindig hangsúlyos                                                | mindig hangsúlyos                                                | [a]       | [a]       | mà, àpat                  | [ma], [ˈapət]                       | [ma], [ˈapat]                        |
| e       | hangsúlyosan                                                     | hangsúlyosan                                                     | [ɛ] [e]   | [ɛ] [e]   | cel, terra cent, llet     | [sɛɫ], [ˈtɛrə] [sen], [ʎet]         | [sɛl], [ˈtɛra] [sen], [ʎet]          |
| e       | hangsúlytalanul                                                  | a előtt                                                          | [e]       | [e]       | teatre, real              | [teˈatɾə], [reˈaɫ]                  | [teˈatɾe], [reˈal]                   |
| e       | hangsúlytalanul                                                  | minden más esetben                                               | [ə]       | [e]       | recte, carretera          | [ˈrɛktə], [kərəˈteɾə]               | [ˈrɛkte], [kareˈteɾa]                |
| è       | mindig hangsúlyos                                                | mindig hangsúlyos                                                | [ɛ]       | [ɛ]       | cafè                      | [kəˈfɛ]                             | [kaˈfɛ]                              |
| é       | mindig hangsúlyos                                                | mindig hangsúlyos                                                | [e]       | [e]       | procés                    | [pɾuˈses]                           | [pɾoˈses]                            |
| i       | hangsúlyos magánhangzó és g között                               | hangsúlyos magánhangzó és g között                               | -         | -         | maig                      | [mat͡ʃ]                              | [mat͡ʃ]                               |
| i       | hangsúlyos magánhangzó és x között                               | hangsúlyos magánhangzó és x között                               | -         | [j]       | fluix                     | [fluʃ]                              | [flujʃ]                              |
| i       | hangsúlytalanul magánhangzók között                              | hangsúlytalanul magánhangzók között                              | [j]       | [j]       | noia, feien               | [ˈnɔjə], [ˈfɛjən]                   | [ˈnɔja], [ˈfɛjen]                    |
| i       | egyébként                                                        | egyébként                                                        | [i]       | [i]       | fill, dinar               | [fiʎ], [diˈna]                      | [fiʎ], [diˈnaɾ]                      |
| í       | mindig hangsúlyos                                                | mindig hangsúlyos                                                | [i]       | [i]       | difícil                   | [diˈfisiɫ]                          | [diˈfisil]                           |
| o       | hangsúlyosan                                                     | hangsúlyosan                                                     | [ɔ] [o]   | [ɔ] [o]   | obra, escola boca, senyor | [ˈɔβɾə], [əsˈkɔlə] [ˈbokə], [səˈɲo] | [ˈɔβɾa], [esˈkɔla] [ˈboka], [seˈɲoɾ] |
| o       | hangsúlytalanul                                                  | hangsúlytalanul                                                  | [u]       | [o]       | orella, mallorquí         | [uˈɾɛʎə], [məʎuɾˈki]                | [oˈɾɛʎa], [maʎoɾˈki]                 |
| ò       | mindig hangsúlyos                                                | mindig hangsúlyos                                                | [ɔ]       | [ɔ]       | pròleg                    | [ˈpɾɔlək]                           | [ˈpɾɔlek]                            |
| ó       | mindig hangsúlyos                                                | mindig hangsúlyos                                                | [o]       | [o]       | rodó                      | [ruˈdo]                             | [roˈdo]                              |
| u       | g, q és e, i között                                              | g, q és e, i között                                              | -         | -         | guerra, quinze            | [ˈɡɛrə], [ˈkinzə]                   | [ˈɡɛra], [ˈkinza]                    |
| u       | hangsúlytalanul magánhangzók között valamint g, q és a, o között | hangsúlytalanul magánhangzók között valamint g, q és a, o között | [w]       | [w]       | creuen, aigua, quatre     | [ˈkɾɛwən], [ˈajɣwə], [ˈkwatɾə]      | [ˈkɾɛwen], [ˈajɣwa], [ˈkwatɾe]       |
| u       | egyébként                                                        | egyébként                                                        | [u]       | [u]       | junta, fumar              | [ˈʒuntə], [fuˈma]                   | [ˈd͡ʒunta], [fuˈmaɾ]                  |
| ú       | mindig hangsúlyos                                                | mindig hangsúlyos                                                | [u]       | [u]       | menú                      | [məˈnu]                             | [meˈnu]                              |

Ha az i és u betűk másik magánhangzóval kapcsolódnak, akkor kettőshangzók keletkeznek, a következőképp (a perjel utáni kiejtés a valenciai nyelvjárásé, ahol nincs megadva, megegyezik a standardal):
- magánhangzó+i: aigua [ˈajɣwə]/[ˈajɣwa], rei [rej], avui [ˈaβuj];
- magánhangzó+u: taula [ˈtawlə]/[ˈtawla], riu [riw], nou [nɔw], duu [duw];
- i+magánhangzó: seient [səˈjen]/[seˈjen], feia [ˈfɛjə]/[ˈfɛja], iogurt [juˈɣuɾ]/[joˈɣuɾ];
- u+magánhangzó: guant [ɣwan], quota [ˈkwɔtə]/[ˈkwɔta] (g, q után és e, i előtt álló u-t csak akkor ejtjük félhangzóként, ha ü jelöli: seqüència [səkˈwɛnsi.ə]/[sekˈwɛnsi.a], de: seguir [səˈɣi]/[seˈɣiɾ]).

Néhány esetben előfordulnak hármashangzók is: creieu [kɾəˈjɛw]/[kɾeˈjɛw], guaita [ˈɣwajtə]/[ˈɣwajta].
Nem alakul ki kettős- vagy hármashangzó, ha az i vagy u hangsúlyos: vei [bəˈi]/[beˈi].
Nem ejtjük kettős- ill. hármashangzóként a kapcsolatot, ha az i-n vagy u-n tréma látható: agraïa [əɣɾəˈi.ə]/[aɣɾaˈi.a], diürètic [di.uˈɾɛtik].
Nem alkotnak kettőshangzót a co-, contra-, re- stb. magánhangzóra végződő előtétszavak, illetve az -int, -isme, -ista fénévképzők és a főnévi igenév -ir toldaléka.
Néhány szónál az ékezet jelentésmegkülönböztető lehet, pl. mà „kéz” – ma „enyém (hangsúlytalan alak)”. A nyelvben 15 ilyen pár található.

## Nyílt és zárt hangok
Általában nyílt /ɛ/ található a következő szavakban:
- ha a következő szótagban i vagy u található, pl. conveni, dèbil, ètic, evangeli, mèrit, obsequi; cèl·lula, fècula, ingenu, molècula, perpetu (kivéve a església, sépia, Dénia, séquia szavakat),
- a hátulról számított harmadik szótagon hangsúlyos szavakban: anècdota, cèlebre, gènere, gènesi, pèrgola, rèplica (kivéve a llémena, témpores, térbola szavakat),
- a legtöbb szaknyelvi szóban: acèfal, clavicèmbal, elèctrode, espècimen, telègraf (kivéve az -edre, -ense, -teca, -tema végződésű szavakat: poliedre, castrense, biblioteca, teorema),
- az -ecta, -ecte, -epta, -epte végű szavakban: col·lecta, afecte, correcte, respecte; recepta, concepte, excepte, precepte (kivéve a reptar ige ragozott alakjait),
- l, l·l, rr vagy r+mássalhangzó előtt: arrel, cel, cruel, empelt, fel; novel·la, parcel·la (kivéve az olyan szavakat, mint a belga vagy selva); esquerre, ferro, guerra, serra, terra; cert, comerç, ert, hivern, perdre, verd, verge (de labiálisok és velárisok előtt általában ferm, herba, serp, terme; cerca, cercle, perca, verga),
- főnevekben és melléknevekben, amelyek -ndr- csoportot tartalmaz, valamint a cerndre igében: cendra, divendres, gendre (de zárt a főnévi igenévi -endre végződében: defendre, entendre, prendre, vendre, és ragozott alakjaiban is),
- az eu kettőshangzóban: preu, deu, europeu, fideu, peu, trofeu, seu (kivéve az olyan szavakat, mint a creu, greu, meu),
- valamint a következő szavakban: Josep, Vicent, Benimuslem,

más esetben az e általában zárt /e/. Kivételként a què, perquè és València szavakban, valamint néhány más esetben, pl. (època, sèrie stb.) zártan ejtik az e-t.
Általában nyílt /ɔ/ található a következő szavakban:
- ha a következő szótagban i vagy u található, pl. elogi, lògica, misogin, mòrbid, odi, oli, tònic; còmput, cònjuge, corpus, mòdul,
- a legtöbb hátulról számított harmadik szótagon hangsúlyos szavakban: apòstata, còlera, còmoda, còmplice, nòmada, pòlissa (kivéve a fórmula, góndola, pólvora, tómbola, tórtora szavakat),
- a legtöbb szaknyelvi szóban: amorf, demagog, patogen, poliglot (kivéve az -forme és -oma végződésű szavakat, mint pl. pluriforme, glaucoma),
- az -os végződésű szavak nagy részében: arròs, espòs, gros, mos, terròs (kivéve az -ós végződésű melléknevekben, mint pl. animós, enfadós, poregós),
- sok -osa végződésű szóban: cosa, llosa, prosa, rosa (de nem az olyan szavakban, mint glucosa, rabosa, sosa),
- a következő végződésű szavakban:
  - -oc, -oca: albercoc, foc, groc; bajoca, lloca, oca (de zárt a boc, boca, moca szavakban),
  - -ofa: carxofa, estrofa, Moncofa,
  - -oig, -oja: boig, goig, roig; boja, roja (de zárt a estoig szóban),
  - -ol, -ola: bunyol, caragol, fesol; castanyola, escola, pistola, redola, revola, tremola (de zárt a bola, cola, gola szavakban),
  - -oldre: absoldre, moldre, resoldre,
  - -olt, -olta: desimbolt, solt; mòlta, volta (de zárt a molt és escolta szavakban),
  - -pondre: compondre, correspondre, respondre,
  - -ort, -orta: esport, fort, sort, tort; horta, porta,
  - -ossa: brossa, carrossa, destrossa (de zárt a bossa és gossa szavakban),
  - -ost, -osta: cost, impost, pressupost, rebost; crosta, posta (de zárt az agost és angost szavakban),
  - -ot, -ota: clot, devot, got, grandot, xicot; cabota, pilota, quota (de zárt a bot, nebot, bota, gota szavakban),
- a legtöbb oi-t tartalmazó szóban: Alcoi, almoina, boira, heroi, troica (de zárt az -oix végződésű szavakban, mint pl. coix és moix),
- a legtöbb ou-t tartalmazó szóban: bou, dijous, moure, nou, ou, ploure, prou, sou (de zárt a sou [a „ser” ige alakja] szóban, valamint ingadozik a pou kiejtése, myel lehet nyilt és zárt is),
- a cloure participiumában és származékaiban: desclòs, exclòs, inclòs, reclòs (de zárt a fondre ige participiumában és származékaiban: fos, confós, difós, infós),
- az -o végződésű mutató névmásoknál: açò, això, allò, bo, do, so, to, tro, ressò, ultrasò,

más esetben az o általában zárt /o/. Kivételes eset a però szó, melyben az o hangsúlytalan: [ˈpeɾo].

## Magánhangzók hangkötése
Ha két szó egymás mellé kerül, az első szó végső és a második szó kezdő hangja hat egymásra. Ez a hatás a következő lehet:
- két hangsúlyos hang találkozása esetén nem történik változás a kiejtésükben: pi alt [pi aɫ], carrer ample [kəˈɾe ˈamplə];
- ha az [ə] hang találkozik egy másikkal, általában elhagyjuk: aquesta eina [əˈkɛst ˈɛjnə], mà esquerra [ma ˈskɛrə];
- ha két [ə] találkozik, csak egyet ejtünk: quinze amics [kinz əˈmiks];
- ha két azonos hang találkozik, csak egyet ejtünk: comprar armes [kumpɾ ˈaɾməs];
- ha a szó végi hangsúlyos hang után a következő szó i-vel, u-val vagy hangsúlytalan o-val kezdődik, kettőshangzó képződik: serà inútil [səˈɾaj ˈnutiɫ], va obrir [baw βɾi], qui ho fa [kiw fa]
- különleges eset: hi ha [ja].

A valenciai esetében ezek a változások (az utolsó kivételével) nem történnek meg, mert ott nincs [ə] hang. Ettől függetlenül általában itt is kiesik a hangsúlytalan hang két magánhangzó találkozásánál, pl.: una escala [unasˈkala].

## Nyelvjárási eltérések
Bizonyos magánhangzókat a nyelvjárásokban az irodalmi kiejtéstől eltérően ejthetnek. Ezek közül a legismertebbek:
| Betű(k) | Betű(k)                                                          | Betű(k)                                                                                  | Hang(ok) | Példák                                              |
| ------- | ---------------------------------------------------------------- | ---------------------------------------------------------------------------------------- | -------- | --------------------------------------------------- |
| a       | Valenciában és Északnyugat-Katalóniában (Ribagorçà) hangsúlyosan | Valenciában és Északnyugat-Katalóniában (Ribagorçà) hangsúlyosan                         | [ɐ]      | pare [ˈpɐɾe]                                        |
| a       | Mallorca nagy részén hangsúlyosan                                | Mallorca nagy részén hangsúlyosan                                                        | [æ]      | pare [ˈpæɾə]                                        |
| e       | Valenciában, Mallorcán és Menorcán hangsúlyosan                  | Csak a nyílt [ɛ] változat esetén.                                                        | [æ]      | terra [ˈtæra] (Valenciában), [ˈtærə] (a szigeteken) |
| e       | Észak-Katalóniában és Algheróban hangsúlyosan                    | Nyílt és zárt verzió esetében is.                                                        | [e̞]      | terra [ˈte̞ra], cent [se̞n]                           |
| e       | Baleári nyelvjárásban hangsúlyosan                               | Harmadik kiejtési variánsként.                                                           | [ə]      | sec [sək]                                           |
| e       | Algheróban hangsúlytalanul                                       | Algheróban hangsúlytalanul                                                               | [a]      | recte [ˈrɛkta]                                      |
| e       | A nyugati nyelvjárásban hangsúlytalanul                          | Nazálisok és szibilánsok (sziszegőhangok) előtt, egyes területeken mássalhangzó előtt is | [a]      | enclusa [aŋˈkluza], eixam [ajˈʃam], terròs [taˈrɔs] |
| e       | A nyugati nyelvjárásban hangsúlytalanul                          | Palatálisok előtt, az -ement végződés hangsúlytalan elemében                             | [i]      | senyor [siˈɲoɾ], creixement [krejʃiˈment]           |
| ia      | A Baleár-szigeteken                                              | A Baleár-szigeteken                                                                      | [i]      | història [isˈtɔɾi], família [fəˈmili]               |
| o       | Valenciában, Mallorcán és Menorcán hangsúlyosan                  | Csak a nyílt [ɔ] változat esetén.                                                        | [ɒ]      | obra [ˈɒβɾa] (Valenciában), [ˈɒβɾə] (a szigeteken)  |
| o       | Észak-Katalóniában és Algheróban hangsúlyosan                    | Nyílt és zárt verzió esetében is.                                                        | [o̞]      | obra [ˈo̞βɾa], fosc [fo̞sk]                           |
| o       | Mallorcán hangsúlytalanul                                        | Mallorcán hangsúlytalanul                                                                | [o]      | orella [oˈɾɛʎə]                                     |
| o       | A nyugati nyelvjárásban hangsúlytalanul                          | Bilabiálisok előtt, valamint hangsúlyos, magas hangrendű szótag előtt                    | [u]      | cobert [kuˈβɛɾt], conill [kuˈniʎ]                   |
| u       | Észak-Katalóniában néhány területen                              | Észak-Katalóniában néhány területen                                                      | [y] [ø̞]  | but [byt], fulles [ˈfø̞jəs]                          |
| ua      | A Baleár-szigeteken                                              | A Baleár-szigeteken                                                                      | [o]      | aigua [ˈajɣo], llengua [ˈjɛŋɡo]                     |

Valenciában jellemző a kiejtésre, hogy a szó végi hangsúlytalan a hasonul az előző szótag hangsúlyos hangjához, ha az nyílt: pilota [piˈlɔtɔ], serra [ˈsɛrɛ]. Hasonló jelenség az igéknél az egyes szám első és harmadik személyének -a végződésének [e]-ként való ejtése: canta [ˈkante], cantava [kanˈtave].
A valenciaiban az irodalmi ejtés megköveteli a magánhangzók és a x közötti i kiejtését, ez azonban gyakran mégis elmarad, a keleti nyelvjáráshoz hasonlóan: caixa [ˈkajʃa] → [ˈkaʃa].
A nyugati nyelvjárásban az o-t gyakran [u]-nak ejtik hangsúlyos i előtt vagy labiálist tartalmazó szótag előtt: collir [kuˈʎiɾ], obert [uˈbɛɾt].
Az egész nyelvterületre jellemző egyes beszélőknél, hogy a nazális mássalhangzók között álló magánhangzókat nazálisan ejtik: diumenge [diwˈmẽɲʒə].

## Mássalhangzók
|              | bilabiális | labiodentális | dentális/ alveoláris | posztalveoláris | palatális | veláris |
| ------------ | ---------- | ------------- | -------------------- | --------------- | --------- | ------- |
| nazális      | [m]        |               | [n]                  |                 | [ɲ]       | [ŋ]     |
| plozíva      | [p] [b]    |               | [t] [d]              |                 |           | [k] [ɡ] |
| affrikáta    |            |               | [t͡s] [d͡z]            | [t͡ʃ] [d͡ʒ]       |           |         |
| frikatíva    |            | [f] ([v])     | [s] [z]              | [ʃ] [ʒ]         |           |         |
| pergőhang    |            |               | [r]                  |                 |           |         |
| legyintőhang |            |               | [ɾ]                  |                 |           |         |
| laterális    |            |               | [l]                  |                 | [ʎ]       |         |
| approximáns  |            |               |                      |                 | [j]       | [w]     |

Ezeket a hangokat a katalán helyesírás szerint a következő betűkkel és betűkapcsolatokkal írjuk le:
| Betű(k) | Betű(k)                                                                                                 | Kat. hang | Val. hang | Példák                               | Katalónia kiejtés                               | Valenciai kiejtés                                |
| ------- | --- | --------- | --------- | ------------------------------------ | ----------------------------------------------- | ------------------------------------------------ |
| b       | szó elején vagy m után                                                                                  | [b]       | [b]       | buscar, també                        | [busˈka], [təmˈbe]                              | [busˈkaɾ], [tamˈbe]                              |
| b       | szó végén vagy zöngétlen mássalhangzó előtt                                                             | [p]       | [p]       | àrab, dubte                          | [ˈaɾəp], [ˈduptə]                               | [ˈaɾap], [ˈdupte]                                |
| b       | hangsúlyos magánhangzó és l között                                                                      | [bː]      | [βl]      | poble, de: Bíblia                    | [ˈpɔbːlə], [ˈbiβli.ə]                           | [ˈpɔβle], [ˈbiβli.a]                             |
| b       | szó végén m után                                                                                        | -         | -         | amb, tomb                            | [əm], [tom]                                     | [am], [tom]                                      |
| b       | minden más esetben                                                                                      | [β]       | [β]       | dèbil, herba                         | [ˈdɛβiɫ], [ˈeɾβə]                               | [ˈdɛβiɫ], [ˈeɾβa]                                |
| c       | e, i előtt                                                                                              | [s]       | [s]       | cèntim, acer                         | [ˈsɛntim], [əˈser]                              | [ˈsɛntim], [aˈser]                               |
| c       | zöngés mássalhangzó előtt                                                                               | [ɡ]       | [ɡ]       | anècdota                             | [əˈnɛɡdutə]                                     | [aˈnɛɡdota]                                      |
| c       | hangsúlyos magánhangzó és l között                                                                      | [kː]      | [kː]      | article                              | [əɾˈtikːlə]                                     | [aɾˈtikːle]                                      |
| c       | szó végén n után                                                                                        | -         | [k]       | blanc, cinc                          | [blaŋ], [siŋ]                                   | [blaŋk], [siŋk]                                  |
| c       | minden más esetben                                                                                      | [k]       | [k]       | cama, taca, amic                     | [ˈkamə], [ˈtakə], [əˈmik]                       | [ˈkama], [ˈtaka], [aˈmik]                        |
| ç       | zöngés mássalhangzó előtt                                                                               | [z]       | [z]       | feliçment                            | [fəlizˈmen]                                     | [felizˈmen]                                      |
| ç       | minden más esetben                                                                                      | [s]       | [s]       | ça, caçar, capaç                     | [sə], [kəˈsa], [kəˈpas]                         | [sa], [kaˈsaɾ], [kaˈpas]                         |
| ch      | francia eredetű szavakban                                                                               | [ʃ]       | [ʃ]       | chaise-longue                        | [ʃɛzˈlɔŋ]                                       | [ʃɛzˈlɔŋ]                                        |
| ch      | régies helyesírású nevekben                                                                             | [k]       | [k]       | March                                | [mark]                                          | [mark]                                           |
| cn      | | [ŋn]      | [ŋn]      | tècnic                               | [ˈtɛŋnik]                                       | [ˈtɛŋnik]                                        |
| cz      | | [ɡz]      | [ɡz]      | èczema                               | [ˈɛɡzəmə]                                       | [ˈɛɡzema]                                        |
| d       | szó elején vagy l, m, n betű, illetve [t], [d], [k], [ɡ], [p], [b] hangok után                          | [d]       | [d]       | dependent, falda, capdavall          | [dəpənˈden], [ˈfaɫdə], [ˌkabdəˈβaʎ]             | [depenˈden], [ˈfaɫda], [ˌkabdaˈβaʎ]              |
| d       | szó végén vagy zöngétlen mássalhangzó előtt                                                             | [t]       | [t]       | fred, adquirir                       | [fɾɛt], [ətkiˈɾi]                               | [fɾɛt], [atkiˈɾiɾ]                               |
| d       | szó végén l, n után és az -rds kapcsolatban                                                             | -         | -         | dividend, perds                      | [diβiðen], [pɛɾs]                               | [diβiðen], [pɛɾs]                                |
| d       | minden más esetben                                                                                      | [ð]       | [ð]       | vida, perdó                          | [ˈβiðə], [pəɾˈðo]                               | [ˈβiða], [peɾˈðo]                                |
| dj      | | [d͡ʒ]      | [d͡ʒ]      | adjunt                               | [əˈd͡ʒun]                                        | [aˈd͡ʒunt]                                        |
| dl      | | [lː]      | [lː]      | adlàter                              | [əˈlːatə]                                       | [aˈlːateɾ]                                       |
| dm      | | [mː]      | [mː]      | admetre                              | [əˈmːɛtɾə]                                      | [aˈmːɛtɾe]                                       |
| f       | | [f]       | [f]       | família, bufar, escalf               | [fəˈmiliə], [buˈfa], [əsˈkaɫf]                  | [faˈmilia], [buˈfaɾ], [esˈkaɫf]                  |
| g       | szó elején vagy n után, idegen eredetű szavakban e, i előtt is                                          | [ɡ]       | [ɡ]       | gana, guia, enganyar, geisha         | [ˈɡanə], [giə], [əŋɡəˈɲa], [ˈgejʃə]             | [ˈɡana], [gia], [eŋɡaˈɲa], [ˈgejʃa]              |
| g       | hangsúlyos magánhangzó és l között                                                                      | [ɡː]      | [ɡː]      | regla, segle                         | [ˈreɡːlə], [ˈseɡːlə]                            | [ˈreɡːla], [ˈseɡːla]                             |
| g       | e, i előtt                                                                                              | [ʒ]       | [d͡ʒ]      | girar, bogeria                       | [ʒiˈɾa], [buʒəˈɾiə]                             | [d͡ʒiˈɾaɾ], [bod͡ʒeˈɾia]                           |
| g       | szó végén i után hangsúlyos szótagban                                                                   | [t͡ʃ]      | [t͡ʃ]      | roig, desig                          | [rɔt͡ʃ], [dəˈzit͡ʃ]                               | [rɔt͡ʃ], [deˈzit͡ʃ]                                |
| g       | szó végén n után                                                                                        | -         | [k]       | sang                                 | [saŋ]                                           | [saŋk]                                           |
| g       | szó végén más esetben                                                                                   | [k]       | [k]       | llarg, càstig                        | [ʎaɾk], [ˈkastik]                               | [ʎaɾk], [ˈkastik]                                |
| g       | minden más esetben                                                                                      | [ɣ]       | [ɣ]       | plegar, aigua, seguir                | [pləˈɣa], [ˈajɣwə], [səˈɣi]                     | [pleˈɣaɾ], [ˈajɣwa], [seˈɣiɾ]                    |
| gn      | | [ŋn]      | [ŋn]      | digne, magnet                        | [ˈdiŋnə], [məŋˈnet]                             | [ˈdiŋne], [maŋˈnet]                              |
| h       | néhány, főként idegen vagy hangutánzó szóban                                                            | [h]       | [h]       | ehem, ha ha ha, halar, hawaià, hobby | [əˈhɛm], [ha ha ha], [həla], [həwəˈja], [ˈhɔbi] | [eˈhɛm], [ha ha ha], [halaɾ], [hawaˈja], [ˈhɔbi] |
| h       | általában                                                                                               | -         | -         | hospital                             | [uspiˈtaɫ]                                      | [ospiˈtaɫ]                                       |
| j       | néhány spanyol eredetű szóban                                                                           | [x]       | [x]       | jaleo, orujo                         | [xəˈle.u], [uˈɾuxu]                             | [xaˈle.u], [oˈɾuxo]                              |
| j       | néhány angol eredetű szóban                                                                             | [d͡ʒ]      | [d͡ʒ]      | jazz                                 | [d͡ʒɛz]                                          | [d͡ʒɛz]                                           |
| j       | néhány olasz és német eredetű szóban                                                                    | [d͡z]      | [d͡z]      | jacuzzi                              | [jəˈkud͡zi]                                      | [jaˈkud͡zi]                                       |
| j       | szó végén vagy zöngétlen mássalhangzó előtt                                                             | [ʃ]       | [t͡ʃ]      | rajput                               | [rəʃˈput]                                       | [rat͡ʃˈput]                                       |
| j       | általában                                                                                               | [ʒ]       | [d͡ʒ]      | jardí, pujar                         | [ʒəɾˈði], [puˈʒa]                               | [d͡ʒaɾˈði], [puˈd͡ʒaɾ]                             |
| k       | csak nevekben és idegen szavakban található                                                             | [k]       | [k]       | kòdak                                | [ˈkɔðək]                                        | [ˈkɔðak]                                         |
| kh      | csak nevekben és idegen szavakban található                                                             | [x]       | [x]       | khi, khàzar                          | [xi], [ˈxazə]                                   | [xi], [ˈxazaɾ]                                   |
| l       | magánhangzó és mássalhangzó között, valamint szó végén                                                  | [ɫ]       | [ɫ]       | altre, pernil                        | [ˈaɫtɾə], [pəɾˈniɫ]                             | [ˈaɫtɾe], [peɾˈniɫ]                              |
| l       | minden más esetben                                                                                      | [l]       | [l]       | blau, fila                           | [blaw], [ˈfilə]                                 | [blaw], [ˈfila]                                  |
| l·l     | | [lː]      | [lː]      | novel·la                             | [nuˈβɛlːə]                                      | [noˈβɛlːa]                                       |
| ll      | néhány idegen eredetű szóban                                                                            | [l]       | [l]       | collage, krill, allegro              | [kuˈlaʒə], [kɾil], [əˈlɛɣɾu]                    | [koˈlad͡ʒe], [kɾil], [aˈlɛɣɾo]                    |
| ll      | általában                                                                                               | [ʎ]       | [ʎ]       | llapis, full                         | [ˈʎapis], [fuʎ]                                 | [ˈʎapis], [fuʎ]                                  |
| m       | f, v előtt                                                                                              | [m]       | [m]       | nimfa, tramvia                       | [ˈniɱfə], [tɾəɱˈbiə]                            | [ˈniɱfa], [tɾaɱˈbia]                             |
| m       | minden más esetben                                                                                      | [m]       | [m]       | mare, comte                          | [ˈmaɾə], [ˈkomtə]                               | [ˈmaɾe], [ˈkomte]                                |
| n       | f, v előtt                                                                                              | [ɱ]       | [ɱ]       | enfadat, canvi                       | [əɱfɘˈðat], [ˈkaɱbi]                            | [eɱfaˈðat], [ˈkaɱbi]                             |
| n       | g [ʒ], j, ll, x [ʃ] előtt                                                                               | [ɲ]       | [ɲ]       | gínjol, panxa                        | [ˈʒiɲʒuɫ], [ˈpaɲʃə]                             | [ˈd͡ʒiɲd͡ʒoɫ], [ˈpaɲʃa]                            |
| n       | c /k/, g /g/, k, q előtt                                                                                | [ŋ]       | [ŋ]       | cinc, enganyar, tranquil             | [siŋ], [əŋɡəˈɲa], [tɾəŋkiɫ]                     | [siŋ], [eŋɡaˈɲaɾ], [tɾaŋkiɫ]                     |
| n       | minden más esetben                                                                                      | [n]       | [n]       | plena, parent                        | [ˈplɛnə], [pəɾɛn]                               | [ˈplɛna], [paɾɛn]                                |
| ny      | | [ɲ]       | [ɲ]       | senyal, bany; de: pinyin             | [səˈɲaɫ], [baɲ]; [pinˈjin]                      | [seˈɲaɫ], [baɲ]; [pinˈjin]                       |
| p       | szó végén m után vagy m és egy másik mássalhangzó (de nem l vagy r) között, valamint szó elején s előtt | -         | -         | camp, assumpte, psoriasi             | [kam], [əˈsumtə], [suɾiˈazi]                    | [kam], [aˈsumte], [soɾiˈazi]                     |
| p       | minden más esetben                                                                                      | [p]       | [p]       | pla, vespre                          | [pla], [ˈbespɾə]                                | [pla], [ˈbespɾe]                                 |
| q       | csak u vagy ü állhat utána                                                                              | [k]       | [k]       | què, qüestió                         | [kɛ], [kwəsˈtjo]                                | [kɛ], [kwesˈtjo]                                 |
| r       | szó elején vagy l, m, n, s után                                                                         | [r]       | [r]       | roba, somriure                       | [ˈrɔβə], [sumˈriwrə]                            | [ˈrɔβa], [somˈriwre]                             |
| r       | általában szó végén (többes számban is)                                                                 | -         | [ɾ]       | por, dormir, flors                   | [po], [duɾˈmi], [flɔs]                          | [poɾ], [doɾˈmiɾ], [flɔɾs]                        |
| r       | minden más esetben                                                                                      | [ɾ]       | [ɾ]       | cara, comerç                         | [ˈkaɾə], [kuˈmɛɾs]                              | [ˈkaɾa], [koˈmɛɾs]                               |
| rr      | | [r]       | [r]       | terra                                | [ˈtɛrə]                                         | [ˈtɛra]                                          |
| s       | magánhangzók között, zöngés mássalhangzó előtt, valamint n és hangsúlyos magánhangzó között             | [z]       | [z]       | casa, bisbe, enfonsar                | [ˈkazə], [ˈbizβə], [əmfunˈza]                   | [ˈkaza], [ˈbizβe], [emfonˈzaɾ]                   |
| s       | az -çs, -igs, -nxs, -xs végződésekben                                                                   | -         | -         | desigs, falçs                        | [dəˈzit͡ʃ], [faɫs]                               | [deˈzit͡ʃ], [faɫs]                                |
| s       | minden más esetben                                                                                      | [s]       | [s]       | sìs, sastre                          | [sis], [ˈsastɾə]                                | [sis], [ˈsastɾe]                                 |
| sc      | e, i előtt olasz eredetű szavakban                                                                      | [ʃ]       | [ʃ]       | crescendo                            | [krəˈʃendu]                                     | [kreˈʃendo]                                      |
| sc      | e, i előtt katalán szavakban                                                                            | [s]       | [s]       | ascensor, ressuscitar                | [əsənzˈo], [rəsusiˈta]                          | [asenzˈoɾ], [resusiˈtaɾ]                         |
| sc      | minden más esetben                                                                                      | [sk]      | [sk]      | escola, fosc                         | [əˈskolə], [ˈfosk]                              | [eˈskola], [ˈfosk]                               |
| sch     | német eredetű szavakban                                                                                 | [ʃ]       | [ʃ]       | kirsch                               | [kiɾʃ]                                          | [kiɾʃ]                                           |
| sh      | angol eredetű szavakban                                                                                 | [ʃ]       | [ʃ]       | geisha                               | [ˈɡejʃə]                                        | [ˈɡejʃa]                                         |
| ss      | | [s]       | [s]       | assaig, massa                        | [əˈsat͡ʃ], [ˈmasə]                               | [aˈsat͡ʃ], [ˈmasa]                                |
| t       | zöngés mássalhangzók előtt                                                                              | [d]       | [d]       | gatvaire, viatge, dotze              | [ɡədˈbajɾə], [ˈbjadʒə], [dodzə]                 | [ɡadˈbajɾe], [ˈbjadʒe], [dodze]                  |
| t       | szó végén l, n után                                                                                     | -         | [t]       | molt, fugint                         | [moɫ], [fuˈʒin]                                 | [moɫt], [fuˈʒint]                                |
| t       | az -rts végződésben                                                                                     | -         | -         | dimarts                              | [diˈmaɾs]                                       | [diˈmaɾs]                                        |
| t       | minden más esetben                                                                                      | [t]       | [t]       | total, manta                         | [tuˈtaɫ], [ˈmantə]                              | [toˈtaɫ], [ˈmanta]                               |
| tg      | csak e, i előtt állhat, néhány összetett szóban lásd: t + g                                             | [d͡ʒ]      | [d͡ʒ]      | metge, heretgia; de: catgut          | [ˈmɛd͡ʒə], [əɾed͡ʒjə]; [kətˈɣut]                  | [ˈmɛd͡ʒe], [eɾed͡ʒja]; [katˈɣut]                   |
| tj      | | [d͡ʒ]      | [d͡ʒ]      | mitja, fetjut                        | [ˈmid͡ʒə], [fəˈd͡ʒut]                             | [ˈmid͡ʒa], [feˈd͡ʒut]                              |
| tl      | | [lː]      | [lː]      | atlas                                | [ˈalːəs]                                        | [ˈalːas]                                         |
| tll     | | [ʎː]      | [ʎ]       | vetlla                               | [ˈbɛʎːə]                                        | [ˈbɛʎa]                                          |
| tm      | szakszavakban                                                                                           | [dm]      | [dm]      | atmosfera                            | [ədmusˈfeɾə]                                    | [admosˈfeɾa]                                     |
| tm      | minden más esetben                                                                                      | [mː]      | [mː]      | setmana                              | [səˈmːanə]                                      | [seˈmːana]                                       |
| tn      | szakszavakban                                                                                           | [dn]      | [dn]      | etnologia                            | [ədnuluˈʒiə]                                    | [ednoloˈd͡ʒia]                                    |
| tn      | minden más esetben                                                                                      | [nː]      | [nː]      | cotna                                | [ˈkonːə]                                        | [ˈkonːa]                                         |
| ts      | szó elején                                                                                              | [t͡s]      | [s]       | tsar                                 | [t͡sa]                                           | [saɾ]                                            |
| ts      | minden más helyzetben                                                                                   | [t͡s]      | [t͡s]      | lletsó                               | [ʎət͡so]                                         | [ʎet͡so]                                          |
| tx      | | [t͡ʃ]      | [t͡ʃ]      | cotxe, despatx                       | [ˈkot͡ʃə], [dəˈspat͡ʃ]                            | [ˈkot͡ʃe], [deˈspat͡ʃ]                             |
| tz      | szó végén (ritka)                                                                                       | [t͡s]      | [t͡s]      | hertz, solonetz                      | [ɛɾt͡s], [sulunet͡s]                              | [ɛɾt͡s], [solonet͡s]                               |
| tz      | minden más esetben                                                                                      | [d͡z]      | [d͡z]      | atzar, etzibar                       | [əˈd͡za], [əd͡ziˈβa]                              | [aˈd͡zaɾ], [ed͡ziˈβaɾ]                             |
| v       | szó elején vagy n után                                                                                  | [b]       | [b]       | vaca, enviar                         | [ˈbakə], [əmˈbja]                               | [ˈbaka], [emˈbja]                                |
| v       | minden más esetben                                                                                      | [β]       | [β]       | aviat, servir                        | [əˈbjat], [səɾˈβi]                              | [aˈbjat], [seɾˈβiɾ]                              |
| w       | néhány angol eredetű szóban                                                                             | [w]       | [w]       | web, swing                           | [wep], [swiŋ]                                   | [wep], [swiŋk]                                   |
| w       | szó elején vagy n után                                                                                  | [b]       | [b]       | wàter                                | [ˈbatəɾ]                                        | [ˈbateɾ]                                         |
| w       | minden más esetben                                                                                      | [β]       | [β]       | darwinisme                           | [dəɾβiˈnizmə]                                   | [daɾβiˈnizme]                                    |
| x       | szó elején, mássalhangzó után                                                                           | [ʃ]       | [t͡ʃ]      | xocar, punxa                         | [ʃuˈka], [ˈpunʃə]                               | [t͡ʃoˈkaɾ], [ˈpunt͡ʃa]                             |
| x       | általában i után, általában u végű kettőshangzó után                                                    | [ʃ]       | [ʃ]       | mateix, guix, rauxa                  | [məˈteʃ], [ɡiʃ], [ˈrawʃə]                       | [maˈtejʃ], [ɡiʃ], [ˈrawʃa]                       |
| x       | az ex kapcsolatban néhány latin eredetű szóban                                                          | [s]       | [s]       | extensió                             | [əstənziˈo]                                     | [estenziˈo]                                      |
| x       | az ex kapcsolatban magánhangzók, és h előtt, valamint az oxi-, hexà- előtétekben                        | [gz]      | [gz]      | èxit, oxigen, hexàgon                | [ˈɛgzit], [uɡˈziʒən], [əgˈzaɡun]                | [ˈɛgzit], [oɡˈzid͡ʒen], [egˈzaɡon]                |
| x       | ce, ci előtt                                                                                            | [k]       | [k]       | excepte                              | [əkˈsɛptə]                                      | [ekˈsɛpte]                                       |
| x       | minden más esetben (i után latin eredetű szavakban is)                                                  | [ks]      | [ks]      | fixar, maximal                       | [fikˈsa], [məksiˈmaɫ]                           | [fikˈsaɾ], [maksiˈmaɫ]                           |
| y       | csak nevekben és idegen szavakban található                                                             | [j]/[i]   | [j]/[i]   | yacht, Ruyra, hobby                  | [jɔt], [ˈrujɾə], [ˈhɔbi]                        | [jɔt], [ˈrujɾa], [ˈhɔbi]                         |
| z       | | [z]       | [z]       | zero, tretze                         | [ˈzɛɾu], [ˈtredzə]                              | [ˈzɛɾo], [ˈtredze]                               |
| zz      | angol eredetű szakban                                                                                   | [z]       | [z]       | jazz, fizz                           | [d͡ʒɛz], [fiz]                                   | [d͡ʒɛz], [fiz]                                    |
| zz      | olasz eredetű szakban                                                                                   | [d͡z]      | [d͡z]      | pizza, jacuzzi                       | [ˈpid͡zə], [jəˈkud͡zi]                            | [ˈpid͡za], [jaˈkud͡zi]                             |

Megjegyzések:
- Az r szó végén a keleti nyelvjárásban általában néma, de néhány szóban kiejtik: amor [əˈmoɾ]/[aˈmoɾ], car [kaɾ], cor [kɔɾ], favor [fəˈβoɾ]/[faˈβoɾ], futur [fuˈtuɾ], mar [maɾ], militar [miliˈtaɾ], posterior [pustəɾiˈoɾ]/[posteɾiˈoɾ], pur [puɾ], terror [təˈroɾ]/[teˈroɾ], ulterior [uɫtəɾiˈoɾ]/[uɫteɾiˈoɾ]. Főnévi igenevek végén is néma keleten, de visszaható igéknél ott is kiejtik: portar [puɾˈta]/[poɾˈtaɾ], portar-se [puɾˈtaɾsə]/[poɾˈtaɾse]. Nem ejtik az első r-et a teljes nyelvterületen az arbre [ˈaβɾə]/[ˈaβɾe], marbre [ˈmaβɾə]/[ˈmaβɾe], perdre [ˈpɛðɾə]/[ˈpɛðɾe] szavakban. A prendre igében és származékaiban (aprendre, soprendre stb.) sem ejtik az első r-et a főnévi igenévben és az abból képzett igealakokban, ejtik viszont a többi alakban: prendre [ˈpɛndɾə]/[ˈpɛndɾe] → prendré [pəndˈɾe]/[pendˈɾe], prendria [pəndˈɾiə]/[pendˈɾia] stb., de: prenc [pɾɛŋ]/[pɾɛŋk], prenia [pɾəˈniə]/[pɾeˈnia]. Hasonlóan viselkedik a cerndre [ˈsɛndɾə]/[ˈsɛndɾe] is.
- Vidéki közbeszédben az s j, r, x [ʃ] előtt gyakran asszimilálódik, és megnyújtja ezeket a hangokat: Israel [irːəˈɛɫ]/[irːaˈɛɫ], desxifrar [dəʃːifˈɾa]/[deʃːifˈɾaɾ]. Ez azonban nem általános, beszélőtől és vidéktől függ.
- A tz kapcsolatot az -itzar végződésben gyakran egyszerű [z]-nek ejtik: realitzar [reəlid͡za]/[realid͡zaɾ] vagy [reəliza]/[realizaɾ].
- Szó végén csak idegen eredetű szavakban vagy nevekben állhat a v betű. Ebben az esetben a kiejtése [f] lesz: Txékhov [ˈt͡ʃexuf]/[ˈt͡ʃexof], Kíev [ˈki.əf]/[ˈki.ef].
- A esfinx, larinx, linx szavakban az x kiejtése [ks] helyett lehet egyszerű [s] is: [əˈzfiŋks]/[eˈzfiŋks] → [əˈzfiŋs]/[eˈzfiŋs], [ləˈɾiŋks]/[laˈɾiŋks] → [ləˈɾiŋs]/[laˈɾiŋs], [liŋks] → [liŋs] .
- A w kiejtése beszélőtől függően a [b] helyett lehet [v] is: edelweiss [ˌedəɫˈbajs]/[ˌedeɫˈvajs].
- A q betűt önállóan csak néhány közel keleti névben, illetve szóban használják, kiejtése ebben az esetben [k]: Qatar [kəˈta]/[kaˈtaɾ].
- A valenciaiban nem hibás a hosszú mássalhangzók, pl. tl, tll, l·l stb. rövid ejtése.

## Mássalhangzók hangkötése
Ha két szó egymás mellé kerül, az első szó végső és a második szó kezdő hangja hat egymásra. Ez a hatás a következő lehet:
- a szó végi néma mássalhangzók legtöbbjét magánhangzók előtt kiejtik: cinc homes [siŋk ˈɔməs], sang i aigua [ˈsaŋki ˈajɣwə], pa amb oli [ˈpamb ˈɔli], Sant Hilari [sant iˈlaɾi], vint-i-dos [ˌbintiˈðos], cent homes [sent ˈɔməs]/[sent ˈɔmes], venent-ho [bəˈnentu]/[beˈnento] stb.;
- a szó végi l meglágyul ll és ny előtt: el llop [əˈʎːop]/[eˈʎːop], el nyam [əʎˈɲam]/[eʎˈɲam];
- a szó végi -ç, -f, -ig, -ix, -s, -tx zöngéssé válik magánhangzó vagy zöngés mássalhangzó előtt: les altres [ləzˈaɫtrəs]/[lezˈaɫtres], mig any [mid͡ʒ aɲ];
- a szó végi -p, -t, -c [k] zöngéssé válik zöngés hang előtt: pot venir [pɔd bəˈni]/[pɔd beˈniɾ]. Különleges eset a tot llest [toˈʎːest];
- a szókezdő b-, d-, g- rendre [β], [ð], [ɣ] lesz magánhangzók és -ç, -f, -ig, -ix, -l, -s, -tx után (a d- nem változik -l után): una boira [unəˈβɔjrə]/[unaˈβɔjra], peix gros [peʒ ɣɾɔs], pa dur [pa ðu]/[pa ðuɾ], fil groc [fiɫ ɣɾɔk];
- a szó végi -s-t r-, s-, x- előtt nem ejtik: dues raons [ˈduə rəˈons]/[ˈdue raˈons], molts xais [moɫ ʃajs];
- a szó végi -n-t b-, m-, p-, v- előtt [m]-nek ejtik: un marit [uˈmːarit], bon vi [bɔm bi];
- a szó végi -n-t  [k] és [ɡ] hangok előtt [ŋ]-nek ejtik: un cos [uŋˈkos], un gat [uŋˈɡat].

## Nyelvjárási változatok
Egyes mássalhangzókat az egyes nyelvjárásokban az irodalmi kiejtéstől eltérően ejtenek. Ezek közül a legismertebbek:
| Betű(k) | Betű(k)                                                                                              | Hang(ok) | Példák                                                        |
| ------- | --- | -------- | ------------------------------------------------------------- |
| g       | Közép-Valenciában és Északnyugat-Katalóniában (Ribagorçà) e, i előtt                                 | [t͡ʃ]     | gent [t͡ʃɛnt]                                                  |
| g       | egyes beszélőknél a Baleár-szigeteken e, i előtt                                                     | [d͡ʒ]     | regir [rəˈd͡ʒi]                                                |
| j       | Közép-Valenciában és Északnyugat-Katalóniában (Ribagorçà)                                            | [t͡ʃ]     | jove [t͡ʃove]/[t͡ʃoβe]                                          |
| j       | egyes beszélőknél a Baleár-szigeteken                                                                | [d͡ʒ]     | roja [ˈrod͡ʒə]                                                 |
| ll      | a Baleár-szigeteken                                                                                  | [j]      | llapis [ˈjapis], full [fuj]                                   |
| rr      | a Baleár-szigeteken és Algheróban szó végén is előfordul                                             | [r]      | amarr [əˈmar], torr [tor]                                     |
| sc      | a Baleár-szigeteken e, i előtt                                                                       | [t͡sː]    | piscina [piˈt͡sːinə], ascensor [ət͡sːənˈzo]                     |
| tg      | Közép-Valenciában és Északnyugat-Katalóniában (Ribagorçà) e, i előtt                                 | [t͡ʃ]     | viatge [ˈvjat͡ʃe]/[ˈbjat͡ʃe]                                    |
| tj      | Közép-Valenciában és Északnyugat-Katalóniában (Ribagorçà)                                            | [t͡ʃ]     | platja [ˈplat͡ʃa]                                              |
| tll     | a Baleár-szigeteken                                                                                  | [jː]     | vetlla [ˈbɛjːə]                                               |
| tx      | egyes beszélőknél magánhangzók között                                                                | [t͡ʃː]    | cotxe [ˈkot͡ʃə]/[ˈkot͡ʃːe], despatxar [dəspəˈt͡ʃːa]/[despaˈt͡ʃːa] |
| tz      | a Baleár-szigeteken szó végén                                                                        | [s]      | utilitz [utiˈlis]                                             |
| tz      | Közép-Valenciában és Északnyugat-Katalóniában (Ribagorçà)                                            | [t͡s]     | dotze [ˈdɔt͡se]                                                |
| v       | Valencia egy részén, Tarragona környékén és a Baleár-szigeteken és Algheróban szó elején vagy n után | [v]      | vaca [ˈvaka]/[ˈvakə], enviar [emˈvja]/[əmˈvja]                |
| x       | a Baleár-szigeteken minden olyan helyzetben, amikor az irodalmi nyelvben [gz]-t ejtenek              | [d͡z]     | examen [əˈd͡zamən], oxigen [oˈd͡ziʒən]                          |

A Baleár-szigeteken gyakori a mássalhangzók asszimilációja, nem csak az irodalmi kiejtésnél megadott kapcsolatokban, pl.: sac buit [səˈβːujt], dissabte [diˈsatːə], parlar [ˈpalːə] stb. Az s kiejtése gyakran torzul a következő mássalhangzó miatt: ses roses [səe ˈrozəs], el bisbe [əɫˈbiɾβə] stb. Ha szókapcsolatokban két s kerül egymás mellé, az első [t]-re változik: ses senyores [sɛt səˈɲoɾəs].
Szintén a szigetekre jellemző, hogy a szó végi mássalhangzók zöngétlenné válnak. Ez ott gyakori, hiszen a jelen idejű egyes szám első személyű igealakok általában mássalhangzóra végződnek, pl.: comprov [kumˈpɾɔf], envej [ənˈbeʃ].
A valenciai nyelvterületen gyakori, hogy az ads-, obs-, subs- prefixumokban a b, d kiesik: adscripció [atskɾipsiˈo]/[askɾipsiˈo], obscuritat [opskuɾiˈtat]/[oskuɾiˈtat], subscriure [supskˈɾíwɾe]/[supskˈɾíwɾe]. Hasonlóan a szó eleji gn-, mn- pn- kapcsolatokban csak az n-et ejtik, pl.: gnom [nom].
A fent meg nem nevezett esetekben a kiejtés megfelel az irodalmi nyelvnek.